# Никита (Сторожук)
Епи́скоп Ники́та (в миру Андре́й Петро́вич Сторожу́к; 12 декабря 1980, Драчинцы, Черновицкая область) — епископ Украинской православной церкви, епископ Ивано-Франковский и Коломыйский.

## Биография
В 1998 году окончил общеобразовательную школу в родном селе и архиепископом Черновицким и Буковинским Онуфрием (Березовским) был принят в Черновицкое епархиальное управление на должность референта.
23 декабря 2006 года в Иоанно-Богословском монастыре Заставновского района Черновицкой области епископом Хотинским Мелетием (Егоренко) по благословению митрополита Черновицкого и Буковинского Онуфрия (Березовского) пострижен в монашество с именем Никита в честь преподобного Никиты Столпника. 15 июня 2007 года в кафедральном соборе в честь сошествия Святого Духа города Черновцы епископом Хотинским Мелетием (Егоренко) рукоположён в сан иеродиакона.
В 2008 году поступил на заочный сектор Московской духовной семинарии и в 2020 году окончил обучение в Киевской духовной семинарии.
26 февраля 2012 года рукоположён в сан иеромонаха в храме в честь святителя Николая города Черновцы епископом Хотинским Мелетием (Егоренко).
1 октября 2014 года назначен на должность секретаря Черновицко-Буковинской Консистории.
19 августа 2015 года храме в честь Преображения Господня в монастыре святого великомученика Иоанна Сучавского в Черновицкой области был возведён в сан архимандрита митрополитом Киевским и всея Украины Онуфрием (Березовским).
23 ноября 2022 года решением Священного Синод УПЦ был избран епископом Ивано-Франковским и Коломыйским.
3 декабря того же года в Свято-Троицком храме Пантелеймоновского женского монастыря в Феофании был наречён во епископа
5 декабря того же года в Свято-Троицком храме Пантелеимоновского женского монастыря в Феофании хиротонисан во епископа Ивано-Франковского и Коломыйского. Хиротонию совершили: митрополит Киевский и всея Украины Онуфрий (Березовский), митрополит Вышгородский и Чернобыльский Павел (Лебедь), митрополит Черновицкий и Буковинский Мелетий (Егоренко), митрополит Бориспольский и Броварской Антоний (Паканич), митрополит Тернопольский и Кременецкий Сергий (Генсицкий), архиепископ Яготинский Серафим (Демьянов), архиепископ Хотинский Вениамин (Межинский), архиепископ Белогородский Сильвестр (Стойчев), епископ Ирпенский Лавр (Березовский) и епископ Бородянский Марк (Андрюк).
21 декабря того же года так охарактризовал ситуацию в епархии: «Идет уничтожение Ивано-Франковской епархии, которое, возможно, заказано сверху, из центра». На всю епархию остался лишь один действующий храм УПЦ — это кафедральный собор Рождества Христова. Некоторые священнослужители время от времени тайно совершают богослужения на дому. Всего в епархии 29 приходов, три монастыря, из которых два уже закрыты. назвал верующих УПЦ Ивано-Франковской епархии «истинными воинами Христовыми, которые не страшатся ничего». «Думаю, они будут стоять до конца… Это настоящие люди, они показывают не только любовь друг у другу, но главное для христиан — свою истинную любовь к Богу».